# Oto-lijn
De Keihan Ōtō-lijn  (京阪鴨東線; Keihan Ōtō-sen) is een spoorlijn tussen de stations Sanjō  en Demachiyanagi. De lijn maakt deel uit van het netwerk van Keihan in de regio Osaka-Kobe-Kioto en is een verlenging van de Keihan-lijn richting het noorden. De lijn vormt een verbinding tussen de Keihan-lijn en het netwerk van Eizan en bevindt zich geheel ondergronds. 

## Geschiedenis
Nadat in 1978 de tramlijnen van Kioto werden opgeheven, verloor Keihan de connectie met de lijnen van Eizan in het noorden van Kioto. Men besloot om deze verbinding te herstellen, en in 1989 werd de Ōtō-lijn geopend.  

## Treinen
Op het traject van de Ōtō-lijn rijden dezelfde treinen als op de Keihan lijn. Hoewel dit aparte lijnen zijn, rijden vrijwel alle lijnen vanuit Ōsaka door tot aan Demachiyanagi, en vice versa.  

## Stations
| Station           | Japans     | Verbindingen                                                                 | Wijk           | Stad  |
| ----------------- | ---------- | ---------------------------------------------------------------------------- | -------------- | ----- |
| Sanjō             | 三条       | Keihan: Keihan-lijn Metro van Kioto: Tōzai-lijn (station Sanjō Keihan) (T11) | Higashiyama-ku | Kioto |
| Jingū-Marutamachi | 神宮丸太町 |                                                                              | Sakyō-ku       | Kioto |
| Demachiyanagi     | 出町柳     |                                                                              | Sakyō-ku       | Kioto |